# HEI$T
HEI$T havia de ser un videojoc desenvolupat per inXile Entertainment i publicat per Codemasters. El videojoc s'havia d'ubicar a San Francisco, CA, el 1969. La jugabilitat del videojoc tractava de controlar un grup de criminals per robar, disparar i escapar per la ciutat.